# Henri Laurens
Henri Laurens (Parijs, 18 februari 1885 – aldaar, 5 mei 1954) was een Franse beeldhouwer en tekenaar.

## Leven en werk
Henri Laurens is in Parijs opgegroeid en was voor hij beeldhouwer werd eerst steenhouwer van beroep. In 1899 woonde hij tekenklassen bij van Papa Perrin, gedurende welke hij werd beïnvloed door de enorme populariteit van de werken van Auguste Rodin. Later voelde hij zich echter meer aangetrokken tot de nieuwe kunststromingen, die zich manifesteerden rond de wijk Montparnasse en vanaf 1911 ging hij beeldhouwen in een kubistische stijl, vooral na ontmoetingen met Pablo Picasso, Georges Braque, Juan Gris en Fernand Léger.
Veelgetalenteerd als Laurens was, heeft hij naast zijn beeldhouwwerken ook nog een oeuvre nagelaten aan grafisch werk, zoals: posters, houtsnedes en etsen. Voorts maakte hij collages, toneeldecors en in 1915 illustreerde hij een boek voor zijn vriend de auteur Pierre Reverdy. In 1938 had hij een gedeelde expositie met George Braque en Pablo Picasso, waarbij de Scandinavische hoofdsteden Oslo, Stockholm en Kopenhagen werden aangedaan. Later, in 1948 en 1950, toonde hij zijn kunnen op de belangrijke Biënnale van Venetië. Ook had hij een expositie in de Galerie d'Art Moderne in Bazel, Zwitserland en in 1953 tijdens de Biënnale van São Paulo in de Braziliaanse stad São Paulo. In zijn werken uit die periode werd de invloed zichtbaar van Jacques Lipchitz. Laurens werk werd postuum tentoongesteld bij documenta I van 1955, documenta II van 1959 en documenta III van 1964 in de Duitse stad Kassel. retrospectieve exposities werden gehouden in het Musée national d'art moderne in Parijs, in het Stedelijk Museum in Amsterdam (1962) en in de Kunsthalle Bern in Bern in 1985.
Veel van de sculpturen van Laurens zijn monumentale objecten, zoals zijn werk "L'Amphion", dat hij in 1952 heeft gemaakt voor de Ciudad Universitaria de Caracas, Caracas na een verzoek daartoe van de architect Carlos Raúl Villanueva.
Henri Laurens stierf in 1954 in Parijs en werd er begraven op de Cimetière du Montparnasse. Zijn graf is gedecoreerd met een van zijn grote beelden La Douleur.

## Werken (selectie)
- Le Clown (1915), Moderna Museet in Stockholm en Lehmbruck-Museum in Duisburg
- Compotier aux raisins (1918)[2], Musée nationale d'art moderne in het Centre Georges Pompidou, Parijs
- Bouteille et verre (1918), Centre Georges Pompidou en Tate Gallery in Londen
- Tête (1918/19)[3], Centre Georges Pompidou
- La Tête (1920), Lehmbruck-Museum in Duisburg
- Tête de boxeur (1920), Tate Gallery in Londen
- Homme avec clarinet (1921), Hirshhorn Museum and Sculpture Garden in Washington D.C.
- Femme en chemise (1921), Musée des beaux-arts de Lyon in Lyon
- Panier de fruits (1922), Centre George Pompidou
- Tête de jeune fille (1922), Tate Gallery in Londen en Guggenheim Museum in New York
- Grande femme au miroir (1929)
- Femme assise (1926/1930), Tate Gallery in Londen
- Baigneuse - fragment (1931), Tate Gallery in Londen
- Océanide (1933), Openluchtmuseum voor beeldhouwkunst Middelheim in Antwerpen
- Myrmidia (1934)[4], Musée des beaux-arts de Lyon
- La Negresse (1934)[5], Pinakothek der Moderne in München
- Les Undines (1934)[6], beeldenparken Marabouparken in Sundbyberg en Donald M. Kendall Sculpture Gardens in Purchase (USA)
- Cariatide assise (1929/36), Centre George Pompidou
- La Musicienne (1937)[7], Jardin des Tuileries in Parijs
- Le Grand Amphion/Der Große Amphion (1937), Lehmbruck-Museum in Duisburg
- La Grande Musicienne (1938), Beeldenroute Westersingel in Rotterdam
- Le Matin (1944)[8], Kunsthalle Bielefeld in Bielefeld, Houston Sculpture Garden in Houston en Donald M. Kendall Sculpture Gardens in Purchase
- L'Automne (1948), Centre George Pompidou in Parijs, beeldenpark Neue Nationalgalerie/Kulturforum Skulpturen in Berlijn en Tate Gallery in Londen
- L'Amphion (1952/53), Ciudad Universitaria de Caracas in Caracas en

## Fotogalerij

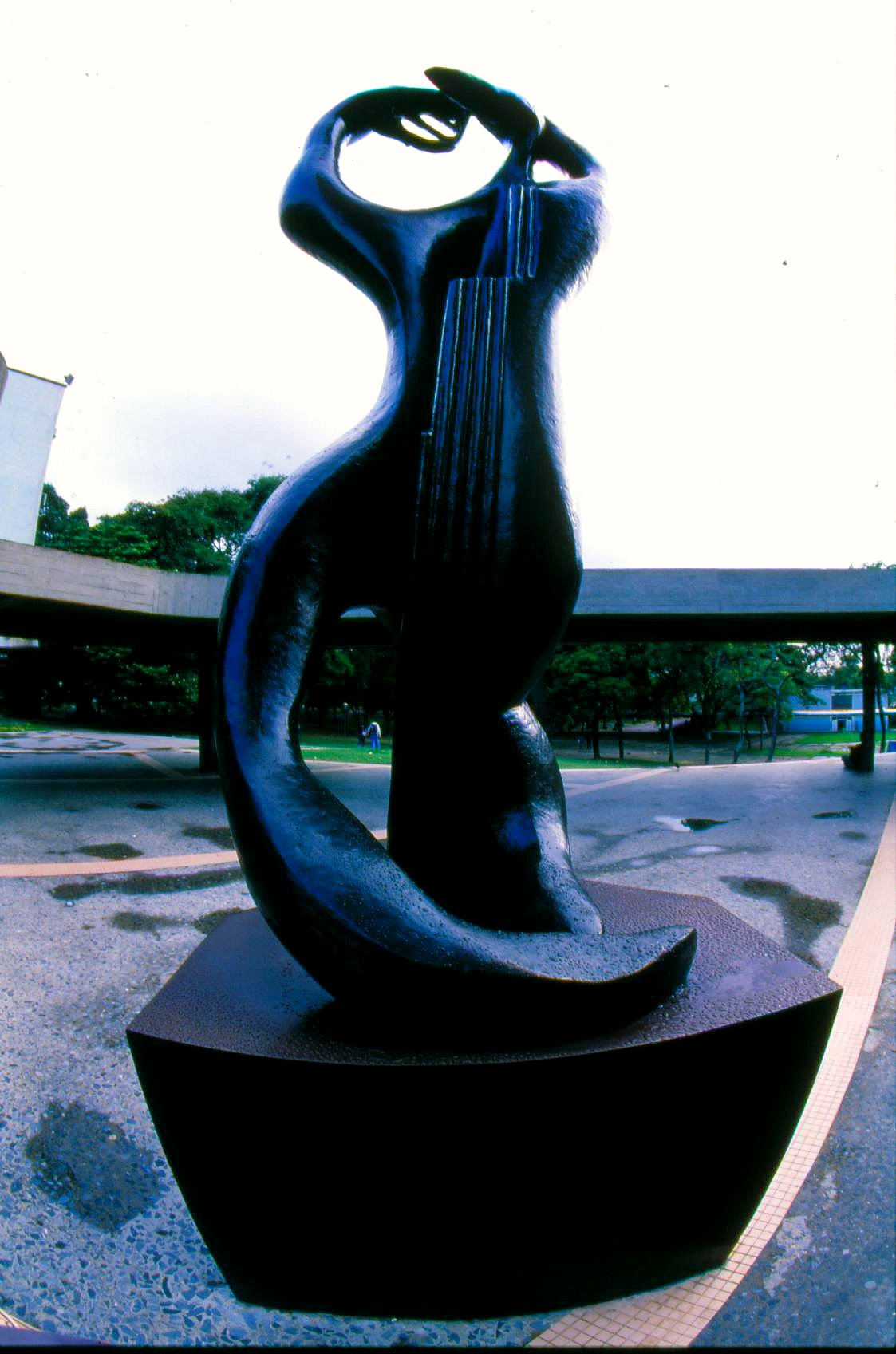
L'Amphion (1952) in Caracas
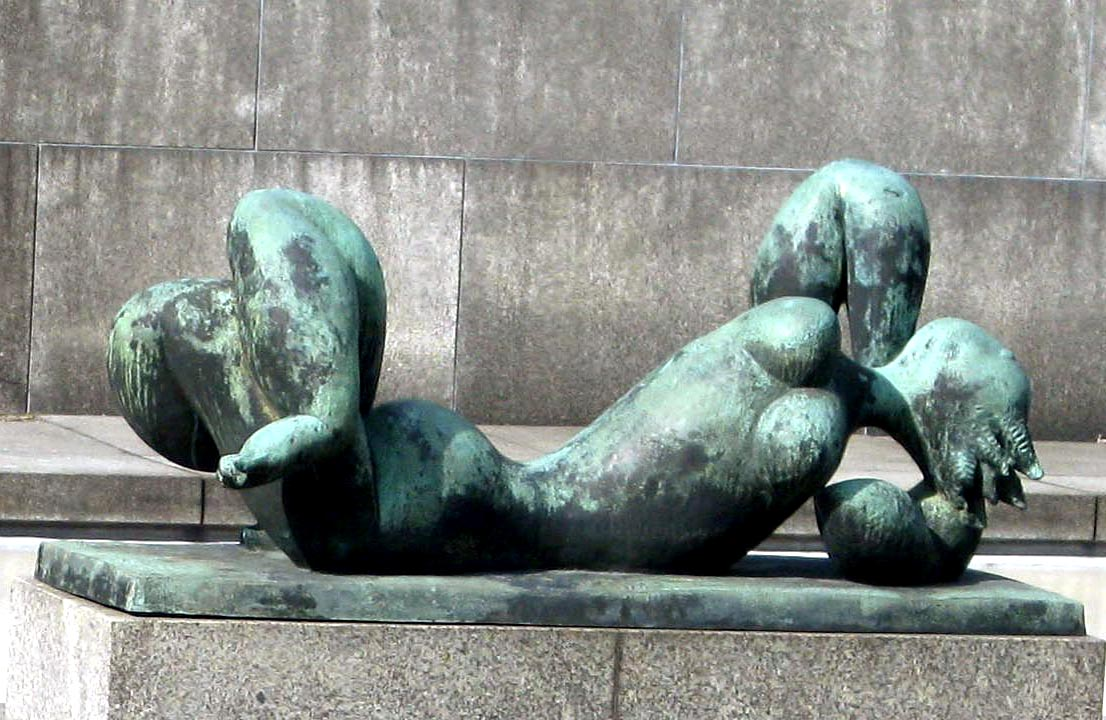
(op de achtergrond) L'Automne (1948) in Berlijn
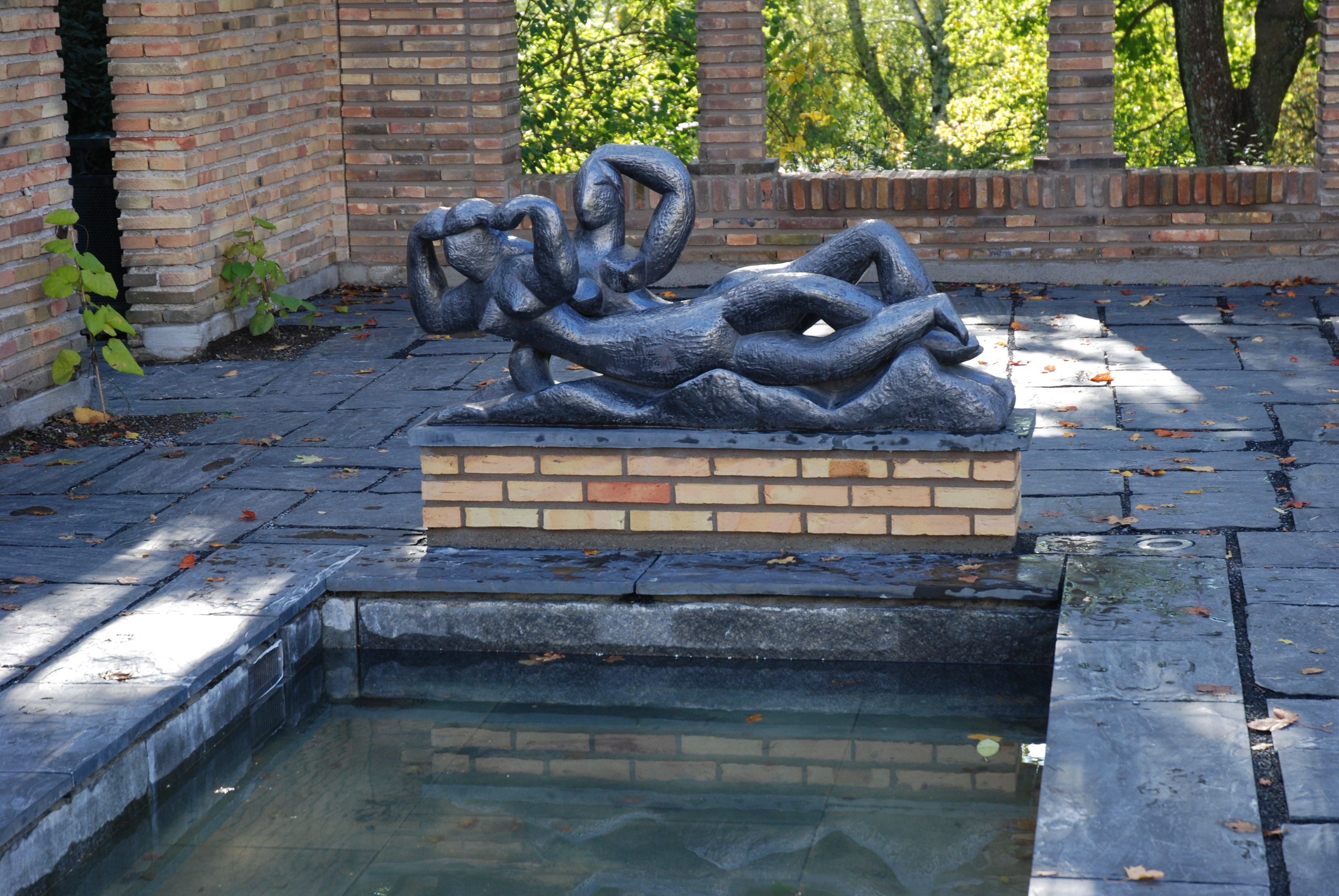
Les Undines (1934), Marabouparken in Sundbyberg